# Ferdinand Gleich
Ferdinand Gleich (* 17. Dezember 1816 in Erfurt; † 22. Mai 1898 in Langebrück bei Dresden), auch bekannt unter dem Pseudonym Constantin Freiherr von Giltersburg, war als Schriftsteller und Komponist tätig.
Nach dem Studium der Philologie, Philosophie und Musik in Leipzig arbeitete er als Dramaturg in Prag. Ab 1866 war er in Dresden als Schriftsteller, Komponist und Musiklehrer tätig. Zudem wirkte er als Redakteur der Geraischen Zeitung und der Dresdner Theaterzeitung sowie als Musikreferent des Dresdner Anzeigers. Er ist Verfasser mehrerer musiktheoretischer Schriften, Bühnenstücke und Romane.